# Alonso de Torices
José Alonso (de) Rodríguez de Torices (Benavente, noviembre de 1634 – Málaga, c. 1684) fue un compositor barroco y maestro de capilla español.
No debe confundirse con Benito Bello de Torices (1660–1718), también compositor barroco de Benavente.

## Vida
Es posible que fuera pariente de Antonio Rodríguez de la Vega Torizes, racionero de la Catedral de Orense y maestro de capilla de la Colegial de San Salvador de Sevilla. Era hijo de Francisco Rodríguez Villagómez, natural de Villalón, y María de Torices Benítez, natural de Benavente (provincia de Zamora).
Recibió su educación musical en el coro de infantes de la Catedral de Zamora bajo la tutela de Pedro Manrique, donde ingresó el 27 de enero de 1652. Permaneció en la catedral hasta los 18 años como criado del racionero Medrano, para pasar al seminario como colegial. Ese mismo año de 1653 fue nombrado maestro de capilla de la colegiata de Toro.
Permaneció allí hasta el 29 de julio de 1654, cuando consiguió la maestría de la Catedral de El Burgo de Osma sucediendo a Juan García de Salazar. Tras ganar la oposición en El Burgo con gran alabanza del cabildo, «[...] satisfechos así de ello [su suficiencia] como de la necesidad y falta tan grande que hay de maestro tan diestro y las demás razones [...] y otras buenas partes y maestría de dicho maestro de capilla y lo que promete para adelante por su poca edad [...]», tomó posesión del cargo e 14 de noviembre de 1654. En El Burgo no hay muchas noticias, aparte de una reprensión el 11 de agosto de 1655 por «la desorden y desigualdad con que el maestro de capilla se gobierna y poca atención al ministerio y autoridad que debe tener como racionero y maestro de capilla de esta santa iglesia.» Tres años más tarde, el 21 de diciembre de 1658, fue ordenado presbítero.
A principios de 1663 se presentó a las oposiciones de la maestría de la Catedral de Sigüenza que ganó. Pero unas semanas después, el 6 de abril de 1663, escribía al cabildo de El Burgo de Osma hablando de que estaba dispuesto a volver a un cargo del que todavía no se había despedido oficialmente. El cabildo de El Burgo decidió realizar una nueva oposición, llamando a Torices, a Alonso Xuárez, que entre tanto había sido recomendado por Tomás Micieces para el puesto, y  Juan García de Salazar, en ese momento activo en Toro. Salazar ganó las oposiciones y Torices permaneció en Sigüenza.
A mediados de ese mismo año, el 7 de agosto de 1663, el cabildo de la Catedral de Zamora decidió escribir a Torices para ofrecerle el cargo, «cómo se ha hecho elección de su persona para el magisterio de esta santa iglesia, con el salario que tenía Pedro Manrique». Tomó posesión y el 26 de octubre de 1663 tomó posesión de la ración que había sido de Juan Padilla. Parece que el cabildo estaba contento con el maestro y lo expresó en diversas ocasiones en las actas.
En 1666 se le permitió trasladarse a Málaga para presentarse a las oposiciones de la maestría de la Catedral. Ganó las oposiciones y fue elegido posiblemente el 9 de septiembre de 1666:

[...] entró el señor Alonso de Torices, racionero maestro de capilla, y dijo que para cumplir con lo mucho que debe al señor obispo de Málaga, por cuya orden se le ha hecho maestro de aquella santa iglesia, va a hacer la fiesta de Navidad, y representaba a Su Ilustrísima el haber de volver precisamente; y en vista de lo referido acordaron se le aguardara hasta Pascua de Resurrección, y no viniendo se elegirá maestro para ese día.
Actas del cabildo de la Catedral de Málaga

Curiosamente, un año después, en septiembre de 1667, el Cabildo de Zamora escribió al de Málaga para preguntar por Torices, que no se había despedido de forma oficial de su cargo. Se dio a Torices un mes para responder, tras lo que se nombró una comisión para buscar un sustituto. En noviembre recibieron una carta de Torices diciendo que regresaría si se le otorgaban «20 000 maravedises y 4 cargas de trigo». No parece que los de Zamora aceptaran, ya que contrataron a un nuevo maestro de capilla en febrero de 1668.
A pesar de no haber regresado a Zamora, no tomó posesión de cargo hasta un año después de haber sido elegido, en junio de 1667, lo que podría explicar su tardanza en notificar a Zamora. Se sabe que enfermó en 1667, ya que solicitó ayuda económica, «por hallarse enfermo y alcanzado en sus ingresos, en consideración también de estar sirviendo el magisterio de capilla.» En Málaga se le llama por primera vez «licenciado», lo que denota una buena formación humanísitica. Allí también acrecentó su fama, siendo llamado por la Catedral de Cartagena, lo que le valió solicitar al cabildo malacitano «2000 reales o lo que el Cabildo gustare por hallarse alcanzado con su largo viaje que ha hecho de 140 leguas». En general, en Málaga estaban satisfechos con su maestro y el maestro trabajaba con celo en sus composiciones.
En 1671 la catedral de El Pilar de Zaragoza llamó al maestro Torices al magisterio:

A 17 se juntó Cabildo [...] propuso el señor Prior cuánto se necesitaba de proveer el magisterio de capilla, así por la falta que hacía en ella como por la enseñanza de los infantes; y habiendo precedido información de los maestros conocidos en las capillas de más crédito, se resolvió que se diese a Torices, maestro de capilla de la Santa Iglesia de Málaga.
Actas del cabildo de la Catedral de El Pilar de Zaragoza, 17 de marzo 1671

Se conservan obras de Torices en El Pilar, por lo que se supone que pasó por allí, pero en diciembre de ese año ya se habla de un nuevo maestro de capilla. Calahora considera que la estancia de Torices fue una breve interrupción de la maestría en Málaga. También realizó una escapada a Salamanca en 1680, donde ganó las oposiciones a la maestría de la Catedral, cargo del que no llegaría a tomar posesión. También fue llamado a las Descalzas Reales de Madrid, lo que le valió un aumento de salario en Málaga para tratar de mantenerlo en la ciudad. Sin embargo la Biblioteca Nacional conserva unos textos titulados Villancicos que se han de cantar en la Real Capilla de las Descalzas la noche de Navidad este año de 1680 puestos en música por el licenciado don Alonso Torizes, maestro de capilla, por lo que es posible que el maestro ejerciera brevemente en Madrid.
En 1683 de nuevo tenemos noticias de enfermedad, cuando solicita ayuda económica para «que por sus muchos achaques le ha dicho el médico mude de aguas y aires y que se quería ir a un lugar del obispado hasta el primer día de Cuaresma». No se le vuelve a mencionar por nombre, pero se nombra al maestro de capilla hasta mediados del año, por lo que se cree que fallecería hacia 1684.

## Obra
Miguel Querol calificó al maestro Torices como «entre los principales compositores españoles del siglo XVII que han escrito obras policorales sobre textos litúrgicos y villancicos religiosos». Sus obras se extendieron por España, Portugal e Hispanoamérica, donde se conservan obras en las catedrales de Guatemala y Bogotá.
En La Seo de Zaragoza se conservan tres obras de Torices: los romances Qué hermosa nave y Rayos disparados, y el villancico al Santísimo Den por Dios.

### Obras en latín
- Misa, a 5 voces, E: V.
- Dixit Dominus, Ps, a 8 voces, E: Bc.
- Dixit Dominus, Ps, dúo, acompañamiento, E:AR.
- Stabat Mater, Seq, a 4 voces, vns, bajo continuo, E:MO.

### Obres en castellano
- A la sombra de un blanco velo, villancico, a 4 voces, E: Bc.
- Ah del orbe del sol, villancico, a 4 voces, acompañamiento, E:SE.
- Ah del sol ah de los rayos, villancico, a 4 voces, acompañamiento, 1676, E:SE, Biblioteca Pública de Évora (Portugal).
- Ay amor qué extremo es ése,villancico-Tono, E:Bc.
- Ay qué prospero viento, villancico, a 4 voces, arpa, E:Zac.
- Despeñados de un cristal, villancico, a 8 voces, bajo continuo, E:SE.
- Fuego agua, villancico, a 4 voces, arp, E:LPA; Gozos, E:Bc.
- Letania de Nuestra Señora, a 8 voces, bajo continuo, Ar. Catedral de Jerez de la Frontera (Cádiz).
- Los pastores de Belén, villancico, a 8 voces, E:V; Miren la forma que en cuerpo sale, Vill, 4V, arp E:Zac.
- Oigan a un ciego, villancico, a 5 voces, E:V.
- Piedad Cielos, villancico, a 4 voces, E:Bc.
- Piedad cielos piedad, villancico, E:Bc.
- Piedad divinos cielos, villancico, a 4 voces, E:V.
- Qué fuego es éste, villancico, a 4 voces, acompañamiento, E:SE.
- Qué hermosa nave, villancico-romance, a 4 voces, violín, órgano, inc, E:Zac.
- Qué hermosa nave, villancico, a 8 voces, inc, E:Zac.
- Rayos disparados son, villancico-romance, a 4 voces, bajo continuo, E:Zac.
- Toca la flauta siola Flancica, villancico, a 4 voces, bajo continuo, CO: Bc.
- Tronaba en trémulo ruido, villancico, a 4 voces, E:Bc.
- Villancico a 4, a nuestro padre San Francisco, a 4 voces, acompañamiento, E:AR.
- Vuelve mi pensamiento, villancico, a 4 voces, acompañamiento, E:SE.